# Eat the dreams left by God
『Eat the dreams left by God』（イート・ザ・ドリームズ・レフト・バイ・ゴッド）は、神が残した夢を喰う。の1枚目のミニアルバムである。2025年5月24日発売。

## 背景とリリース
2024年7月17日にシングル曲のインストゥルメンタル音源のみをまとめたアルバム『KAMIBAKU INSTRUMENTAL MINI ALBUM』を配信限定でリリースしていたが、オリジナルアルバムとしては本作が初のリリースとなり、初のCD作品となった。
本作にはアルバムの為に書き下ろした新曲は無く、配信限定シングルとしてリリースされていた楽曲の一部を収録している。一方シングルとしてリリースされていた曲の内、「Fly Day」「Starknight」「ilu」「ツミキ」「Re:rise」「CHERRY」「Heat Magic」「Take Under Bell」「アンスリウム」「ペースメーカー」は未収録となった。
各音楽配信サービス上ではリリースされておらず、CDのみのリリースとなっている。

## ミュージック・ビデオ
雨
監督：Riku Abe（RA TOKYO Inc.）
2023年10月20日にミュージックが公開され、夏川アサ、川﨑志馬、和住智玲が出演している。
公開から約1年半後の時を経て、YouTube週間ミュージックビデオランキングに初登場97位でランクインした。
500W
監督：はるくん、マイキ
2025年4月20日に公開され、ばんばんざいのみゆと、山浦功太郎が出演している。
共有から2番目にもう君はいない。
監督：はるくん
2024年10月20日にミュージックビデオが公開され、北野りおが出演している。
マーメイド feat.神が残した夢を喰う。
監督：はるくん
2025年4月12日にささ。のYouTubeチャンネルで公開された。
心音
2024年2月20日に、リリックビデオが公開された。

## 収録内容
| #         | タイトル                                         | 作詞             | 作曲      | 編曲           | 時間  |
| --------- | ------------------------------------------------ | ---------------- | --------- | -------------- | ----- |
| 1.        | 「雨」                                           | はるくん         | はるくん  | Wiz _nicc      | 3:49  |
| 2.        | 「500W」                                         | はるくん         | はるくん  | マイキ         | 4:22  |
| 3.        | 「共有から2番目にもう君はいない。」              | はるくん         | はるくん  | 鈴木Daichi秀行 | 4:34  |
| 4.        | 「マーメイド feat.神が残した夢を喰う。」(ささ。) | はるくん         | TAITAI    | マイキ         | 3:59  |
| 5.        | 「明け花」                                       | はるくん、志賀将 | 志賀将    | 志賀将         | 4:15  |
| 6.        | 「心音」                                         | 志賀将           | 志賀将    | 志賀将         | 3:54  |
| 合計時間: | 合計時間:                                        | 合計時間:        | 合計時間: | 合計時間:      | 24:53 |

## 楽曲解説
雨
2023年10月にリリースされたデビューシングル。
2025年4月16日付のBillboard Japan Heatseekers Songsで2位、2025年4月2日付のBillboard Japan Hot Shot Songsで14位を記録するなどし、かみばくの代表曲となっている。
500W
2025年4月20日に15thシングルとしてリリースされた。
自身の楽曲「雨」に続き、TikTokの「HOT SONGS IN JAPAN」に選出されている。
共有から2番目にもう君はいない。
2024年10月21日に13thシングルとしてリリースされた。
マーメイド feat.神が残した夢を喰う。
ささ。に楽曲提供した楽曲で、かみばくとして初めてTAITAIが作曲した曲。shazamの日本バイラルチャートでは4位にランクインした。
明け花
2024年6月22日に7thシングルとしてリリースされた楽曲。本作の収録曲で唯一ミュージックビデオが存在しない。
心音
2024年2月20日に5thシングルとしてリリースされた。

## クレジット
神が残した夢を喰う。
はるくん（Vocal,#1〜#3,#5,#6,Chorus,#4）
TAITAI（Drum,#1〜#6）
マイキ（Piano,#1）
ささ。（Vocal,#4）
Wiz _nicc（Bass,#1）
Roberto A（Guitar,#1）